# Gontenschwil
Gontenschwil (toponimo tedesco) è un comune svizzero di 2 110 abitanti del Canton Argovia, nel distretto di Kulm.

## Storia
Nel 1901 ha inglobato la località di Geisshof, fino ad allora frazione del comune di Reinach.

## Monumenti e luoghi d'interesse

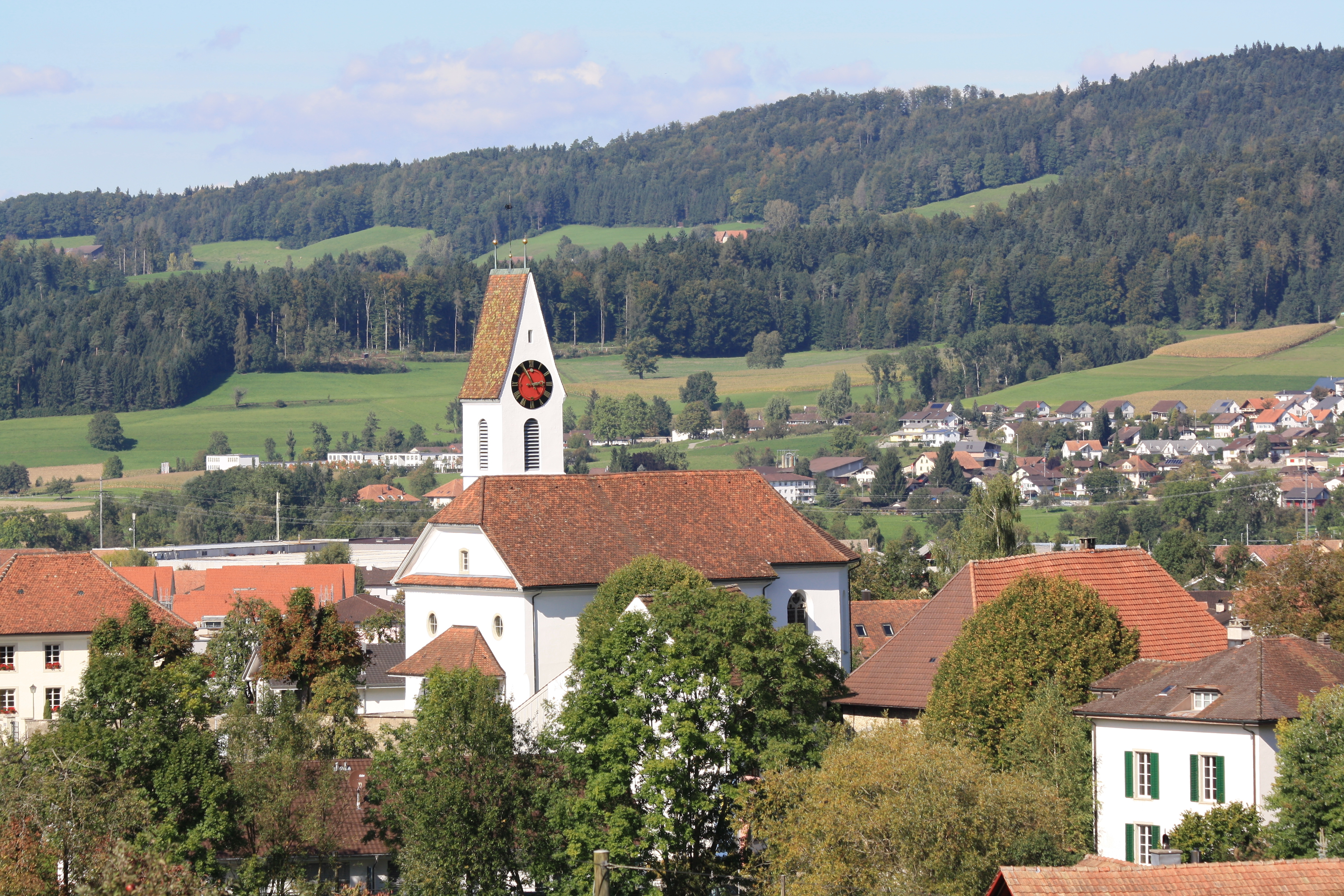
La chiesa riformata

- Chiesa riformata, attestata dal 1340 e ricostruita nel 1622[1].

## Società

### Evoluzione demografica
L'evoluzione demografica è riportata nella seguente tabella:
Abitanti censiti

## Amministrazione
Ogni famiglia originaria del luogo fa parte del cosiddetto comune patriziale e ha la responsabilità della manutenzione di ogni bene ricadente all'interno dei confini del comune.